# Адипоцит
Адипоцитите, известни още и като липоцити или мастни клетки (да не се бъркат с мастоцити), са клетките изграждащи мастната тъкан, специализирана да складира енергия под формата на мазнини.
Съществуват два типа мастна тъкан, бяла мастна тъкан и кафява мастна тъкан, които са изградени от различни типове клетки.

## Клетки на бялата мастна тъкан (моновакуолни клетки)
Клетките на бялата мастна тъкан са моновакуолни клетки, съдържащи голяма липидна, капка обградена от цитоплазма. Ядрото е сплескано и изтикано в периферията. Размерът на типичния адипоцит е около 0,1 mm в диаметър като може и да достигна двойна големина. Липидите, които се съхраняват, са в полутечно състояние и са изградени предимно от триглицериди и холестеролни естери. Адипоцитите на бялата мастна тъкан синтезират различни протеини изпълняващи функции на цитокини (адипокини) като резистин, адипонектин и лептин. Средното количество на адипоцитите при възрастните е около 30 милиарда клетки с обща маса 13,5 kg. Ако се появи излишък от мазнини в зряла възраст, адипоцитите могат да увеличат обема си четворно, преди да започнат да се делят и да увеличават броя на клетките.

## Клетки на кафявата мастна тъкан (мултивакуолни клетки)
Клетки на кафявата мастна тъкан имат многостенна форма. За разлика от бялата мастна тъкан, тези клетки значително количество цитоплазма с разпръснати из целия обем липидни капки. Ядрото е кръгло и, макар, да е разположено ексцентрично не е в периферията. Кафявият цвят се дължи на голямото количество митохондрии. Кафявата мастна тъкан е характерна за бебетата и служи да генерира топлина, особено необходима на новородените за поддържане на телесната им температура.

## Произход
Ембрионалните прекурсори на адипоцитите не са все още установени, макар че преадипоцити могат да бъдат недиференцирани фибробласти стимулирани подходящо. Мезенхимните стволови клетки могат да се диференцират в адипоцити.
С „липобласт“ се наричат прекурсорите на зрелите адипоцити, а „липобластома“ се използва за тумори от неопластично трансформирани адипоцити.

## Клетъчна амплитуда
При загуба на тегло и мастна тъкан броя на адипоцитите не се променя, само намалява количеството на липиди в тях. Броя на клетките остава относително константен независимо от флуктуациите в теглото. Все пак, ако са изпълнени могат да увеличат броя си.
Приблизително 10% от адипоцитите се обновяват всяка година, независимо от възрастта и боди-мас индекса.

## Ендокринна функция
Адипоцитите произвеждат естроген, като могат да бъдат рисков фактор за стерилност при екстремно завишени или занижени нива.